# ارکیده مارمولکی
ارکیده مارمولکی (نام علمی: Himantoglossum hircinum) نام یک گونه از سرده زبان‌دراز است.